# Jean Pronteau
Jean Pronteau, né le 31 août 1919 à Paris (14e arrondissement), et mort le 12 juin 1984  à Paris (5e arrondissement), est un résistant, un homme politique, d'abord au Parti communiste français (1943-1970), puis au Parti socialiste (1973-1984), et un universitaire français.
Résistant, membre du Parti communiste français à partir de 1943, il est député de la Charente de 1945 à 1958. Entré au comité central du PCF en 1950, il en est évincé en 1961, au moment de l'affaire Servin-Casanova. Exclu du parti en 1970, il rejoint en 1973 le Parti socialiste de François Mitterrand et est élu au Comité directeur en 1975. En juin 1981, il accède au secrétariat du Parti socialiste. Sa carrière est interrompue en 1984 par une mort soudaine.

## Biographie

### Origines familiales et formation
Jean Pronteau est issu d'un milieu modeste. Son père, fils d'un ouvrier agricole, gagne très jeune Paris où il devient artisan, puis VRP. Sa mère effectue des petits travaux. 
Pur produit de la méritocratie républicaine, Jean Pronteau bénéficie d'une bourse pour ses études secondaires. Après le baccalauréat, obtenu en 1938, il entre en classe de lettres supérieures au lycée Henri-IV. Il interrompt volontairement ses études au début de la Seconde Guerre mondiale (septembre 1939). Il les reprendra en 1942 en passant des certificats de licence de philosophie.

### Seconde Guerre mondiale et Résistance
Engagé volontaire dans l'armée, il y atteint un grade d'officier. Après le désastre de mai-juin 1940 et la signature de l'armistice (22 juin), il est démobilisé en ayant échappé à la captivité.
Il entre d'abord en contact avec le mouvement Combat, créé par Henri Frenay à la fin de 1940. 
Puis il se rapproche de la résistance communiste (qui débute en juin 1941, après l'invasion de l'URSS par l'Allemagne). 
Il adhère formellement au PCF en 1943 et devient un des dirigeants des Forces unies de la jeunesse patriotique, organisation de jeunes résistants fondée en octobre 1943. 
En août 1944, il participe à la libération de Paris (août 1944) en tant que colonel des FFI, avec le pseudonyme « Cévennes ».

### Député communiste de la Charente (1945-1958)
Nommé à l'Assemblée consultative, il est présenté en octobre 1945 comme candidat à la députation par le Parti communiste. « Parachuté » dans le département de la Charente, il obtient un siège de député qu'il conserve lors des scrutins suivants (juin 1946, novembre 1946, juin 1951 et janvier 1956).
Son implantation politique en Charente est renforcée par un mandat local de conseiller municipal d'Angoulême et par son rôle au sein de la fédération départementale du parti.
Il est cependant battu en 1958, lors de la crise qui ramène au pouvoir le général de Gaulle, marquée par une lourde défaite du PCF aux élections législatives (novembre 1958).

### Cadre du Parti communiste (1950-1961)
Parallèlement, il entre au Comité central du PCF en 1950 et participe à la mise en place d'un secteur « économie », auprès de la direction du parti. 

En avril 1954, il prend la direction de la revue mensuelle Économie & Politique, sous-titrée « Revue marxiste d'économie ». Il présente ainsi le premier numéro : 

« La revue Économie et Politique est la première revue économique marxiste paraissant en France.
Il n'est pas besoin de démontrer le rôle déterminant des faits économiques dans toute la vie sociale. Une juste analyse de ces faits, la connaissance des lois auxquelles ils obéissent, sont indispensables pour mieux se reconnaître au milieu d'événements complexes et mouvants. (…) La méthode marxiste a fait ses preuves. Attaquée sans relâche depuis plus d'un siècle, elle s'est imposée. (…) Le régime capitaliste a mis à son service toute une pléiade d'économistes qui ont inventé, et inventent encore de multiples théories pour justifier et perpétuer le régime d'exploitation et de dégradation de l'homme qui sévit toujours. »

En juillet 1956, le rédacteur en chef, l'historien et économiste Jean Baby démissionne de son poste, alors que les économistes communistes soutiennent la théorie de la paupérisation absolue de la classe ouvrière. 
Jean Pronteau dirige cette revue jusqu'en avril 1961. Il est remplacé par le syndicaliste Henri Jourdain, à la suite d'une crise dans la direction du PCF, l'affaire Servin-Casanova.

### De l'éviction du Comité central à l'exclusion du parti (1961-1970)
Pronteau est emporté par une éruption stalinienne du PCF, où au terme d'une procédure inquisitoriale difficile à comprendre[réf. nécessaire], plusieurs dirigeants sont « renvoyés à la base ». Avec Laurent Casanova, et Marcel Servin, membres de l'organe suprême du Parti, le Bureau politique, sont évincés du Comité central Maurice Kriegel-Valrimont, Jean-Pierre Vigier, Claudine Chomat et Jean Pronteau, sans cependant être exclus du parti. Comme ses coaccusés, Pronteau n'en reste pas moins communiste, bien implanté en Charente, où il est un des dirigeants départementaux du parti.
Une nouvelle crise éclate au début des années 1970, à la suite de l'invasion de la Tchécoslovaquie lors du Printemps de Prague par les troupes du pacte de Varsovie en août 1968. Cette opération est condamnée par nombre de communistes français et même par la direction du PCF, dont le secrétaire général est alors Waldeck Rochet. En janvier 1970, Pronteau fait partie des signataires d'une pétition qui met en cause la sincérité de la condamnation de l'invasion de la Tchécoslovaquie et conteste par ailleurs la vocation du secrétaire général adjoint, Georges Marchais, à diriger un parti forgé dans la Résistance. Il est alors exclu du Parti communiste.

### L'intellectuel marxiste et universitaire (à partir de 1961)
Après son éviction de la revue Économie et politique, Jean Pronteau réintègre[pas clair] l'université. Il est assistant en sociologie à la Sorbonne, puis ingénieur urbaniste. 
Avec Serge Jonas, il crée une maison d'édition spécialisée en sociologie critique, les éditions Anthropos, ainsi que plusieurs revues, L'homme et la société, Autogestion, Espaces et Sociétés.

### Militant, puis dirigeant du Parti socialiste (1973-1984)
Son intérêt pour la vie politique l'amène en 1973 à adhérer au Parti socialiste, issu du congrès d'Épinay de 1969, où il se situe dans le courant mitterrandien. 
En 1975, il entame une seconde carrière politique. Délégué par la fédération socialiste de la Charente, il est élu au comité directeur du PS. Il est réélu en juin 1977, lors du congrès de Nantes : il fait partie des 125 membres (titulaires ou suppléants) élus sur la « motion Mitterrand ».
En juin 1981, il est nommé membre du secrétariat national du parti et le reste jusqu'à sa mort, en juin 1984, d'une crise cardiaque.